# 丁少華
丁少华（1987年9月2日—），中国大陆歌手，出生于甘肃省平凉市，2009年中国江苏卫视电视选秀节目《“雪碧”飞扬新声绝对唱响&名师高徒》亚军。在比赛过程中，因其出众的音乐才华、独特的声线和高超的吉他弹奏水平获得了众多专业评审的好评和青睐。

## 早期音乐历程
- 13岁开始学习吉他，启蒙老师是他的小姨夫，在吉他班系统学习相关乐理之后，就凭着对吉他的兴趣和热爱开始了自学。
- 18岁时，在演绎吧当歌手，之后又在酒吧做情调歌手，曾参加平凉市举办的歌唱比赛并获得奖励。
- 曾担任平凉内陆河乐队的主音吉他和和声，并随乐队参加平凉摇滚音乐节等演出。
- 2008年-2009年5月，曾在成都、厦门等地的酒吧驻唱。

## 曾参加过的歌唱比赛

### 2007年我型我秀
- 2007年5月，丁少华参加了中国东方卫视举办的歌唱选秀节目《“雪碧”我型我秀》西安站的选拔，凭借吉他弹唱《迟到》和《普通朋友》成功晋级西安站十六强。
- 6月初，在型秀百强小考周上，丁少华弹唱了他自己的原创歌曲《谱写快乐》，获得评审的好评。
- 6月20日，在型秀百强争霸赛的第二场比赛中，丁少华弹唱了改编版的《爱的就是你》，评审周瑾听完后评价为：“不唱歌的时候会淹没在人群中，但只要一弹琴一唱歌不仅会迷倒小女生，也会迷倒我这样的大龄女青年”。凭借此表演，丁少华以当晚第一个获得全部四盏绿灯的好成绩晋级。
- 2007年7月，丁少华在20强晋级赛中演唱《彩虹》，未能晋级成功。

### 2009年绝对唱响

#### 比赛历程
| 比赛阶段              | 演唱曲目                     | 备注                                                 |
| 绝对唱响阶段          |                              |                                                      |
| 厦门赛区决赛          | 《迟到》                     | 获得厦门赛区第二名                                   |
| 厦门赛区决赛          | 《夜来香》                   | 获得厦门赛区第二名                                   |
| 80进40                | 《一百种表情》               | 直接晋级全国四十强                                   |
| 40进20                | 《夜来香》                   | 直接晋级全国二十强                                   |
| 20进12                | 《下个入口》                 | 晋级下一轮                                           |
| 20进12                | 《春风吹》                   | 直接晋级全国十二强                                   |
| 12进10                | 《龙的传人》                 | 全体选手合唱                                         |
| 12进10                | 《一剪梅》                   | 与任烨、金叶合唱，率先晋级全国十强                   |
| 金牌学院阶段          |                              |                                                      |
| 金牌学院表演课        | 《情非得已》                 | 开场秀                                               |
| 金牌学院表演课        | 《流星雨》                   | 偶像剧歌曲串烧秀                                     |
| 金牌学院表演课        | 《雌雄莫辩》                 | 五位男选手合作表演节目                               |
| 金牌学院表演课        | 《我的中国心》               | 山寨春晚模仿秀                                       |
| 金牌学院创作课        | 《爱之初体验》               | 开场秀                                               |
| 金牌学院创作课        | 《恋曲1980》                 | 与黄舒骏合作                                         |
| 金牌学院创作课        | 《吻别》                     | 四大天王模仿秀                                       |
| 金牌学院创作课        | 《戏说双黄》                 | 与金韩一、李慧共同创作表演                           |
| 金牌学院创作课        | 《疯狂大请客》               | 所有选手                                             |
| 金牌学院舞蹈课        | 《nobody》                   | 开场秀                                               |
| 金牌学院舞蹈课        | 《牵手》                     | 全体选手合作表演                                     |
| 金牌学院舞蹈课        | 《大眼睛》                   | 五位男选手合作表演                                   |
| 金牌学院组合课        | 《失恋阵线联盟》             | 开场秀、与金韩一、任烨合作表演                       |
| 金牌学院组合课        | 《I Believe I can fly》      | 与金韩一、李慧合作吉他弹唱                           |
| 金牌学院组合课        | 《凡人歌》                   | 与莫凡、袁惟仁、金韩一、李慧合作吉他弹唱             |
| 金牌学院组合课        | 《你的微笑》                 | 汇报演出、全体选手                                   |
| 金牌学院组合课        | 《结果咧》                   | 汇报演出、全体选手                                   |
| 金牌学院包装课        | 《舞月光》                   | 开场秀、全体选手                                     |
| 金牌学院包装课        | 《显微镜下的爱情》           |                                                      |
| 金牌学院包装课        | 《路口》                     |                                                      |
| 金牌学院演唱会课      | 《波间带》                   | 全体男选手合作                                       |
| 金牌学院演唱会课      | 《冻结》                     | 吉他弹唱，改编版                                     |
| 金牌学院演唱会课      | 《你快乐吗》                 | 加试、即兴表演                                       |
| 金牌学院毕业会考      | 《唱响幸福》                 | 开场表演                                             |
| 金牌学院毕业会考      | 《不是说好的吗》             | 得分42分                                             |
| 金牌学院毕业会考      | 《解脱》                     | 4：1胜朱艳雅 晋级全国八强                            |
| 名师高徒“亚洲杯”阶段  |                              |                                                      |
| 第一场：马来西亚astro | 《中国话》                   | 名师高徒队全体选手                                   |
| 第一场：马来西亚astro | 《爱爱爱》                   | 队内选拔，获125票                                    |
| 第一场：马来西亚astro | 《Don't break my heart》     | 两两PK，44：45输黄毓敏                               |
| 第一场：马来西亚astro | 《甜蜜蜜》                   | 高手对决，3：2胜曾洁钰                               |
| 第二场:香港英皇       | 《飞机场的十点半》           | 队长选拔                                             |
| 第二场:香港英皇       | 《今天还是明天》             | 上场队员选拔，133：15胜李慧                          |
| 第二场:香港英皇       | 《1234567》                  | 两两PK，45：41胜高远                                 |
| 第二场:香港英皇       | 《迟到》(孟楠版)             | 女歌男唱，48：40胜郑家维，(本场最高分，获得四个满分) |
| 第三场:台湾超偶       | 《讨厌》                     | 上场队员选拔，104：43胜褚乔                          |
| 第三场:台湾超偶       | 《如果爱》                   | 两两PK，46：41胜林宗兴                               |
| 第三场:台湾超偶       | 《新不了情》                 | 名师高徒合唱，与胡彦斌合作，54：56输张芸京           |
| 第三场:台湾超偶       | 《阿里山的姑娘》(acapella版) | 队长PK，49：44胜超偶队                               |
| 加赛：超偶复仇战      | 《小镇姑娘》                 | 两两PK， 28：28平黄文星                              |
| 加赛：超偶复仇战      | 《青春舞曲》                 | 队长对决，与大熊、褚乔合作，45：48输张芸京           |
| 第四场:新韩联队       | 《我和你》                   | 两两PK，43：41胜魏妙如                               |
| 第四场:新韩联队       | 《康定情歌+爱拼才会赢》      | 歌曲改编，名师超偶联队全体队员，3：2胜新韩联队       |
| 海岩剧主题曲主唱选拔  |                              |                                                      |
| 海岩剧主题曲主唱选拔  | 《世界需要热心肠》           | 八强选手合唱                                         |
| 海岩剧主题曲主唱选拔  | 《红豆》(Jazz版)             | 晋级第二轮                                           |
| 海岩剧主题曲主唱选拔  | 《飞越海洋》                 | 1：4败李慧，未能晋级下一轮                           |
| 金牌大风招聘赛        |                              |                                                      |
| 第一场：8进6          | 《唱响幸福》                 | 八强选手开场演唱                                     |
| 第一场：8进6          | 《我们俩》                   | 指定命题，3：2胜金韩一，进入胜者区                   |
| 第一场：8进6          | 《茉莉花》(改编版)           | 个性歌曲，5：0胜李巍，率先晋级6强                    |
| 第二场：6进4          | 《歌声与微笑》               | 启蒙歌曲，1：3输李巍，进入败者区                     |
| 第二场：6进4          | 《想把我唱给你听》           | 爱的鼓励，与赵坤合作，免于进入淘汰环节               |
| 第二场：6进4          | 《迟到》                     | 给粉丝留下深刻印象的歌，2：3输李巍，进入终极PK       |
| 第二场：6进4          | 《深处》(清唱)               | 淘汰环节，14：7胜任烨，晋级四强，与金牌大风签约      |
| 第三场：大结局        | 《甜蜜蜜》                   | 挑战自己，45分，列第一                               |
| 第三场：大结局        | 《如果爱》                   | 挑战偶像，3：2胜褚乔，进入全国三强                   |
| 第三场：大结局        | 《娘子》                     | 挑战Jay式中国风歌曲，3：2胜金韩一                    |
| 第三场：大结局        | 《黑色幽默》                 | 挑战Jay式经典歌曲，1：4输金韩一，4：1胜李巍          |
| 第三场：大结局        | 《彩虹》(Jazz版)             | 挑战改编，6：5胜金韩一                               |
| 第三场：大结局        | 《普通朋友》                 | 杀手锏，2：3输金韩一                                 |
| 第三场：大结局        | 《不甘心不放手》(清唱)       | 冲刺六十秒，8：9输金韩一，获亚军                     |

#### 曾获评价
- 包小柏将其视为“真正的吉他歌手”，“对吉他有一种天生的感觉”，认为“只要现在敢在舞台上拿吉他唱歌的歌手，只要他一出场就会把吉他锁在保险柜里面。”
- 黄舒骏一直对其偏爱有加，认为他是自己经历的选秀中“难得少见的人才”，“自己甚至可以牺牲自己去捧他”[1]。
- 林俊杰希望他的下一张专辑能够找丁少华帮他弹吉他 [2] 。
- 伍洲彤认为他的声音在某一个段落非常好听，如果把那个段落截出来作为标本的话，基本上是完美无缺，甚至比王力宏比陶喆都要好。
- 林隆璇认为他有一种浑然天成的音乐才华，一个优秀的音乐人应该像丁少华那样。
- 除此之外，一些在比赛中担任评委、领队或者PK对手的歌手、音乐人也在现场或赛后采访中表达了对丁少华的看好和欣赏，如胡彦斌、郭美美[3]、袁惟仁、吴浩康[4]、李庭匡[5]、张惠妹、李承铉、周杰伦等。

### 2012年中国好声音
- 2012年7月27日，丁少华参加了歌唱选秀节目《中国好声音》，凭借吉他弹唱《我要我们在一起》，成功獲那英、劉歡及楊坤導師賞識，最後收歸楊坤導師旗下晉級。

## 音乐作品
- 在《绝对唱响&名师高徒》比赛期间，由他重新编曲并演绎的歌曲有《茉莉花》(民歌)、《红豆》(王菲)、《甜蜜蜜》(邓丽君)、《一剪梅》(费玉清)、《彩虹》(周杰伦)、《冻结》(林俊杰)等。

- 2009年9月，演唱江苏卫视影视频道自制剧《我的未来不是梦》的主题曲《我的未来不是梦》。

- 名师高徒三强(丁少华、金韩一、李巍)首张EP合辑的首波主打歌《诞生》于2009年12月1日推出。

## 书籍
- 《绝对唱响十强专辑》由百花洲文艺出版社于2009年8月出版, ISBN 978-7-80742-657-8

## 其他活动与节目

### 2009年
| 日期                 | 节目或活动                                 | 表演                                           | 地点 | 备注                               |
| 2009年7月10日(播出)  | 江苏卫视《谁敢来唱歌》                     | 《她来听我的演唱会》                           | 南京 | 绝对唱响十强、包小柏               |
| 2009年8月16日        | 重庆时报创刊五周年路演                     | 《爱爱爱》、《唱响幸福》                       | 重庆 |                                    |
| 2009年9月5日         | 江苏卫视《周末不加班》                     | 《总在你身旁》(绝对唱响五强)                   | 南京 |                                    |
| 2009年9月15日        | “海岩三部曲”开拍发布会                     | 《幸福相守》                                   | 重庆 |                                    |
| 2009年9月19日(播出)  | 台湾《超级偶像》：两岸对决跨海寻仇         | 《红豆》、《甜蜜蜜》(与朱俐静)                 | 台北 | 获43.3全场最高，胜朱俐静(43.0)     |
| 2009年9月19日(播出)  | 江苏卫视《非常周末》                       |                                                | 南京 | 绝对唱响四强                       |
| 2009年9月23日(播出)  | 江苏卫视《谁敢来唱歌》                     |                                                | 南京 | 绝对唱响四强、兄弟联               |
| 2009年10月27日       | 雪碧邮轮劲爽行巨星演唱会                   | 《红豆》、《江南》(与林俊杰、金韩一)           | 香港 |                                    |
| 2009年10月30日(播出) | 台湾《超级偶像》：两岸高手EP争夺战         | 《如果爱》                                     | 台北 | 获43.3分，列第四,未获出EP的机会    |
| 2009年11月6日        | “雪碧”活动                                 |                                                | 三亚 |                                    |
| 2009年11月8日        | 香港亚视《亚洲星光大道》踢馆赛             | 《红豆》                                       | 香港 | 获76.8，胜黄文韬(72)               |
| 2009年11月15日       | 09飞扬新声安徽校园飚歌赛                   | 《不是说好的吗？》《唱响幸福》(与金韩一、李巍) | 合肥 | 决赛嘉宾                           |
| 2009年11月21日       | 2009「雪碧」飞扬新声河南第九届校园歌手大赛 | 《唱响幸福》(与金韩一、李巍)                   | 郑州 | 决赛嘉宾                           |
| 2009年11月22日       | 2011年大运会*可口可乐联合标志新闻发布会    | 《我的未来不是梦》                             | 深圳 | 表演嘉宾                           |
| 2009年12月4日(播出)  | 江苏卫视《谁敢来唱歌》                     |                                                | 南京 | 绝对唱响三强                       |
| 2009年12月13日       | EP《爱‧礼物》同名短片首映会                |                                                | 南京 |                                    |
| 2009年12月19日(播出) | 江苏卫视《周末不加班》                     |                                                | 南京 | 金牌三少、包小柏、戚薇、朱桦、师洋 |
| 2009年12月31日       | 江苏卫视“诺基亚”“无处不玩乐”跨年演唱会     | 《诞生》、《找自己》(与金韩一、李巍)           | 广州 |                                    |

### 2010年
| 日期          | 节目或活动                       | 表演                       | 地点 | 备注           |
| 2010年1月1日  | 2010年“雪碧榜”拉票路演           | 《只是朋友》、《幸运大门》 | 深圳 | 金牌三少       |
| 2010年1月2日  | 2010年“雪碧榜”拉票路演           | 《只是朋友》               | 深圳 | 金牌三少       |
| 2010年1月5日  | 辽宁卫视《谁是主角》录制         |                            | 北京 | 胡彦斌、香香等 |
| 2010年1月6日  | 云南卫视《音乐现场》录制         |                            | 北京 |                |
| 2010年1月9日  | 2010SIMO李健杭州演唱会           | 《中学时代》、《只是朋友》 | 杭州 |                |
| 2010年1月14日 | 2010年江苏卫视绝对唱响宣传片拍摄 |                            | 上海 | 绝对唱响四强   |
| 2010年1月23日 | FM95.4昆明汽车广播访问           |                            | 昆明 | 金牌三少       |
| 2010年1月24日 | 胡彦斌昆明签唱会                 | 《诞生》                   | 昆明 | 金牌三少       |
| 2010年3月31日 | 江苏卫视幸福盛典                 | 《童年》                   | 北京 |                |
| 2010年4月11日 | 南通No.99酒吧活动                |                            |      |                |

### 2013年
| 日期                | 节目或活动             | 表演 | 地点 | 备注 |
| 2013年7月20日(播出) | 浙江卫视《轉身遇到ta》 |      | 浙江 |      |